# The Lemon Pipers
The Lemon Pipers est un groupe de rock psychédélique américain des années 1960 originaire d'Oxford, Ohio, connu principalement pour sa chanson Green Tambourine, qui a atteint le no 1 aux États-Unis en 1968. La chanson est créditée comme étant le premier hit Bubblegum pop .
Ce titre fut repris par le groupe britannique Status Quo en 1968, et figure sur leur premier album "Picturesque Matchstickable Messages from the Status Quo".

## Membres
Le groupe est composé de : 
le batteur William (Bill) E. Albaugh (1946–1999), le guitariste Bill Bartlett (né en 1946), le chanteur Dale "Ivan" Browne (né en 1947), le claviériste Robert G. Nave (1944–2020) et le bassiste Steve Walmsley (né en 1948), qui a remplacé le bassiste d'origine Bob "Dude" Dudek.